# Food Fighters
Food Fighters - I guerrieri della tavola calda erano una raccolta di action figure messa in commercio dalla Mattel tra il 1988 e il 1989. Si trattava di giocattoli di plastica morbida e cava, con l'aspetto di cibi antropomorfi vestiti come dei militari. Si dividevano in due squadre, ciascuna composta da cinque personaggi: i Kitchen Commandos, i buoni, e i Refrigerator Rejects, i cattivi. La collezione comprendeva alcuni gadget, come i mezzi di trasporto, armi e zaini staccabili. Le tagline degli imballaggi recitavano: "Combat At Its Kookiest!"
I Food Fighter venivano comunemente venduti in piccole catene di discount negli USA. La collezione non ebbe molto successo in quel periodo, ma successivamente riscossero un certo interesse per i collezionisti di giocattoli d'epoca.

## Prodotti
I Kitchen Commandos ("Gli Indigesti" in Italia) si distinguevano per le uniformi verdi, gli stivali neri e portavano delle armi rosse. I pezzi comprendevano:
- Burgerdier General, un cheeseburger, il leader del gruppo
- Major Munch, una ciambella (disponibile in versione cioccolato o alla ciliegia)
- Lieutenant Legg, una coscia di pollo fritto
- Sergeant Scoop, un cono gelato (disponibile in versione cioccolato o sorbetto)
- Private Pizza, una fetta di pizza ai funghi e würstel
- Il Combat Carton, un cartone per le uova con le ruote con in cima una bottiglia di ketchup usata come cannone
- Il Fry Chopper, una padella che fungeva da elicottero, con spatole come eliche
- Il Refrigerator playset, la base del gruppo a forma di frigorifero (progettato, ma mai realizzato)

I Refrigerator Rejects ("I Disgustosi" in Italia) si distinguevano per le uniformi nere, gli stivali marroni e portavano delle armi blu. I pezzi comprendevano:
- Mean Weener, un hot dog, il leader del gruppo
- Chip the Ripper, un biscotto con scaglie di cioccolato (disponibile anche in versione cioccolatosa)
- Short Stack, una pila di pancakes (disponibile in versione sciroppo d'acero o succo di mirtillo)
- Taco Terror, un taco.
- Fat Frenchy, un cartone con patate fritte
- Il BBQ Bomber, una catapulta cingolata, composta da una griglia e una spatola.

Erano inoltre previste una serie animata e una seconda linea ma non vennero mai realizzate.